# Pienanjärvi
Pienanjärvi eller Pienangajärvi är en sjö i Finland. Den ligger i kommunen Vaala i landskapet Norra Österbotten, i den centrala delen av landet, 500 km norr om huvudstaden Helsingfors. Pienanjärvi ligger 150,7 meter över havet. Den är 3,2 meter djup. Arean är 3,02 kvadratkilometer och strandlinjen är 11,58 kilometer lång. Sjön  ingår i Uleälvens huvudavrinningsområde. 